# Чоу, Грегори
Грегори Чоу (Gregory C. Chow, кит. 邹至庄 — Цзоу Чжичжуань; род. 25 декабря 1930, Гуандун) — американский экономист китайского происхождения, видный специалист по эконометрике и прикладной экономике. Доктор философии (1955), эмерит-профессор Принстона, член Американского философского общества (1992). Член Academia Sinica.
Родился в богатой многодетной семье — его отец был многолетним председателем Торговой палаты Гуанчжоу. Рос в провинции Гуандун; после вторжения японцев в Китай в 1937 году семья перебралась в Гонконг. В 1942 году, после оккупации Гонконга японцами семья переехала в Макао; а в 1945 году, в конце Второй мировой войны, вернулись в Гуанчжоу.
Проучившись год в Линнаньском университете, в 1948 году поступил на второй курс Корнеллского университета, выбрав специализацию по эконометрике, в 1951 году получил степень бакалавра. Осенью 1951 года поступил в аспирантуру Чикагского университета, уже на следующий год получил степень магистра. Среди преподавателей в Чикаго — Рудольф Карнап, Хендрик Хаутаккер, Тьяллинг Купманс.
После получения докторской степени в 1955 году начал свою академическую карьеру, устроившись в Школу менеджмента Слоуна Массачусетского технологического института (был ассистент-профессором последнего). В 1959 году перешёл на постоянный контракт в Корнелл. С 1962 года сотрудник Исследовательский центр Уотсона корпорации IBM. С середины 1960-х годов часто посещал Тайвань, являлся главным экономическим советником тайваньского правительства. В 1970 году стал профессором Принстона, ныне эмерит, профессор экономики и именной профессор (Class of 1913 Professor) политэкономии. Сыграл заметную роль в переходе экономики КНР от плана к рынку.
Действительный член (фелло) Американской статистической ассоциации и Эконометрического общества. Женат, есть двое сыновей и дочь.
Автор 11 книг, среди которых:
- Demand for Automobiles for the United States (1957)
- Analysis and Control of Dynamic Economic Systems (1975)
- Econometrics (1983)
- The Chinese Economy (1985)
- Dynamic Economics (1997)
- China’s Economic Transformation (Blackwell, 2002)
- Knowing China (World Scientific, 2004)